# Jean-Paul Le Borgne
Jean-Paul Le Borgne est un homme politique français né le 1er septembre 1844 à Pleyben (Finistère) et décédé le 24 janvier 1907 à Pleyben.
Médecin, il est maire de Pleyben  et conseiller général. Il est député du Finistère de 1889 à 1898.

## Sources
- « Jean-Paul Le Borgne », dans le Dictionnaire des parlementaires français (1889-1940), sous la direction de Jean Jolly, PUF, 1960 [détail de l’édition]